# Pandemia di COVID-19 in Svizzera
Il primo caso della pandemia di COVID-19 in Svizzera è stato confermato il 25 febbraio 2020, quando una persona nel Canton Ticino è risultata positiva per il virus SARS-CoV-2 e ricoverata alla clinica Moncucco di Lugano in isolamento. Il primo decesso nel paese legato alla COVID-19 è avvenuto il 5 marzo a Losanna, nel canton Vaud.
Il 5 maggio 2023, l'Organizzazione mondiale della sanità dichiara ufficialmente la fine della pandemia.

## Antefatti
Il 12 gennaio 2020, l'Organizzazione mondiale della sanità (OMS) ha confermato che un nuovo coronavirus era la causa di una nuova infezione polmonare che aveva colpito diversi abitanti della città di Wuhan, nella provincia cinese dell'Hubei, il cui caso era stato portato all'attenzione dell'OMS il 31 dicembre 2019.
Sebbene nel tempo il tasso di mortalità del COVID-19 si sia rivelato decisamente più basso di quello dell'epidemia di SARS che aveva imperversato nel 2003, la trasmissione del virus SARS-CoV-2, alla base del COVID-19, è risultata essere molto più ampia di quella del precedente virus del 2003, ed ha portato a un numero totale di morti molto più elevato.

## Andamento dei contagi
| Data | Data       |  | Numero di casi  | Numero di morti |
| --- | ---------- |  | --------------- | --------------- |
| 25-02-2020 | 25-02-2020 |  | 1(N.D.)         |                 |
| 26-02-2020 | 26-02-2020 |  | 2(+100%)        |                 |
| 27-02-2020 | 27-02-2020 |  | 8(+300%)        |                 |
| 28-02-2020 | 28-02-2020 |  | 13(+62%)        |                 |
| 29-02-2020 | 29-02-2020 |  | 18(+38%)        |                 |
| 01-03-2020 | 01-03-2020 |  | 22(+22%)        |                 |
| 02-03-2020 | 02-03-2020 |  | 40(+82%)        |                 |
| 03-03-2020 | 03-03-2020 |  | 55(+38%)        |                 |
| 04-03-2020 | 04-03-2020 |  | 72(+31%)        |                 |
| 05-03-2020 | 05-03-2020 |  | 102(+42%)       |                 |
| 06-03-2020 | 06-03-2020 |  | 198(+94%)       |                 |
| 07-03-2020 | 07-03-2020 |  | 254(+28%)       |                 |
| 08-03-2020 | 08-03-2020 |  | 350(+38%)       |                 |
| 09-03-2020 | 09-03-2020 |  | 369(+5,4%)      |                 |
| 10-03-2020 | 10-03-2020 |  | 480(+30%)       |                 |
| 11-03-2020 | 11-03-2020 |  | 640(+33%)       |                 |
| 12-03-2020 | 12-03-2020 |  | 858(+34%)       |                 |
| 13-03-2020 | 13-03-2020 |  | 1 139(+33%)     |                 |
| 14-03-2020 | 14-03-2020 |  | 1 359(+19%)     |                 |
| 15-03-2020 | 15-03-2020 |  | 2 217(+63%)     |                 |
| 16-03-2020 | 16-03-2020 |  | 2 353(+6,1%)    |                 |
| 17-03-2020 | 17-03-2020 |  | 2 677(+14%)     |                 |
| 18-03-2020 | 18-03-2020 |  | 3 070(+15%)     |                 |
| 19-03-2020 | 19-03-2020 |  | 3 888(+27%)     |                 |
| 20-03-2020 | 20-03-2020 |  | 4 840(+24%)     |                 |
| 21-03-2020 | 21-03-2020 |  | 6 113(+26%)     |                 |
| 22-03-2020 | 22-03-2020 |  | 7 014(+15%)     |                 |
| 23-03-2020 | 23-03-2020 |  | 8 060(+15%)     |                 |
| 24-03-2020 | 24-03-2020 |  | 8 836(+9,6%)    |                 |
| 25-03-2020 | 25-03-2020 |  | 9 765(+11%)     | 153(N.D.)       |
| 26-03-2020 | 26-03-2020 |  | 10 714(+9,7%)   | 192(+25%)       |
| 27-03-2020 | 27-03-2020 |  | 12 161(+14%)    | 231(+20%)       |
| 28-03-2020 | 28-03-2020 |  | 13 213(+8,7%)   | 264(+14%)       |
| 29-03-2020 | 29-03-2020 |  | 14 336(+8,5%)   | 300(+14%)       |
| 30-03-2020 | 30-03-2020 |  | 15 475(+7,9%)   | 359(+20%)       |
| 31-03-2020 | 31-03-2020 |  | 16 176(+4,5%)   | 433(+21%)       |
| 01-04-2020 | 01-04-2020 |  | 17 139(+6%)     | 488(+13%)       |
| 02-04-2020 | 02-04-2020 |  | 18 267(+6,6%)   | 536(+9,8%)      |
| 03-04-2020 | 03-04-2020 |  | 19 303(+5,7%)   | 591(+10%)       |
| 04-04-2020 | 04-04-2020 |  | 20 505(+6,2%)   | 666(+13%)       |
| 05-04-2020 | 05-04-2020 |  | 21 100(+2,9%)   | 715(+7,4%)      |
| 06-04-2020 | 06-04-2020 |  | 21 657(+2,6%)   | 756(+5,7%)      |
| 07-04-2020 | 07-04-2020 |  | 22 253(+2,8%)   | 821(+8,6%)      |
| 08-04-2020 | 08-04-2020 |  | 23 248(+4,5%)   | 893(+8,8%)      |
| 09-04-2020 | 09-04-2020 |  | 24 046(+3,4%)   | 948(+6,2%)      |
| 10-04-2020 | 10-04-2020 |  | 24 551(+2,1%)   | 1 002(+5,7%)    |
| 11-04-2020 | 11-04-2020 |  | 25 107(+2,3%)   | 1 036(+3,4%)    |
| 12-04-2020 | 12-04-2020 |  | 25 415(+1,2%)   | 1 106(+6,8%)    |
| 13-04-2020 | 13-04-2020 |  | 25 688(+1,1%)   | 1 138(+2,9%)    |
| 14-04-2020 | 14-04-2020 |  | 25 936(+0,97%)  | 1 174(+3,2%)    |
| 15-04-2020 | 15-04-2020 |  | 26 336(+1,5%)   | 1 239(+5,5%)    |
| 16-04-2020 | 16-04-2020 |  | 26 732(+1,5%)   | 1 281(+3,4%)    |
| 17-04-2020 | 17-04-2020 |  | 27 078(+1,3%)   | 1 327(+3,6%)    |
| 18-04-2020 | 18-04-2020 |  | 27 404(+1,2%)   | 1 366(+2,9%)    |
| 19-04-2020 | 19-04-2020 |  | 27 740(+1,2%)   | 1 393(+2%)      |
| 20-04-2020 | 20-04-2020 |  | 27 944(+0,74%)  | 1 427(+2,4%)    |
| 21-04-2020 | 21-04-2020 |  | 28 063(+0,43%)  | 1 478(+3,6%)    |
| 22-04-2020 | 22-04-2020 |  | 28 268(+0,73%)  | 1 509(+2,1%)    |
| 23-04-2020 | 23-04-2020 |  | 28 496(+0,81%)  | 1 549(+2,7%)    |
| 24-04-2020 | 24-04-2020 |  | 28 677(+0,64%)  | 1 589(+2,6%)    |
| 25-04-2020 | 25-04-2020 |  | 28 894(+0,76%)  | 1 599(+0,63%)   |
| 26-04-2020 | 26-04-2020 |  | 29 061(+0,58%)  | 1 607(+0,5%)    |
| 27-04-2020 | 27-04-2020 |  | 29 164(+0,35%)  | 1 665(+3,6%)    |
| 28-04-2020 | 28-04-2020 |  | 29 264(+0,34%)  | 1 699(+2%)      |
| 29-04-2020 | 29-04-2020 |  | 29 407(+0,49%)  | 1 716(+1%)      |
| 30-04-2020 | 30-04-2020 |  | 29 586(+0,61%)  | 1 737(+1,2%)    |
| 01-05-2020 | 01-05-2020 |  | 29 705(+0,4%)   | 1 754(+0,98%)   |
| 02-05-2020 | 02-05-2020 |  | 29 817(+0,38%)  | 1 762(+0,46%)   |
| 03-05-2020 | 03-05-2020 |  | 29 905(+0,3%)   | 1 762(=)        |
| 04-05-2020 | 04-05-2020 |  | 29 981(+0,25%)  | 1 784(+1,2%)    |
| 05-05-2020 | 05-05-2020 |  | 30 009(+0,09%)  | 1 795(+0,62%)   |
| 06-05-2020 | 06-05-2020 |  | 30 060(+0,17%)  | 1 805(+0,56%)   |
| 07-05-2020 | 07-05-2020 |  | 30 126(+0,22%)  | 1 810(+0,28%)   |
| 08-05-2020 | 08-05-2020 |  | 30 207(+0,27%)  | 1 823(+0,72%)   |
| 09-05-2020 | 09-05-2020 |  | 30 251(+0,15%)  | 1 830(+0,38%)   |
| 10-05-2020 | 10-05-2020 |  | 30 305(+0,18%)  | 1 833(+0,16%)   |
| 11-05-2020 | 11-05-2020 |  | 30 344(+0,13%)  | 1 845(+0,65%)   |
| 12-05-2020 | 12-05-2020 |  | 30 380(+0,12%)  | 1 867(+1,2%)    |
| 13-05-2020 | 13-05-2020 |  | 30 413(+0,11%)  | 1 870(+0,16%)   |
| 14-05-2020 | 14-05-2020 |  | 30 463(+0,16%)  | 1 872(+0,11%)   |
| 15-05-2020 | 15-05-2020 |  | 30 514(+0,17%)  | 1 878(+0,32%)   |
| 16-05-2020 | 16-05-2020 |  | 30 572(+0,19%)  | 1 879(+0,05%)   |
| 17-05-2020 | 17-05-2020 |  | 30 587(+0,05%)  | 1 881(+0,11%)   |
| 18-05-2020 | 18-05-2020 |  | 30 597(+0,03%)  | 1 886(+0,27%)   |
| 19-05-2020 | 19-05-2020 |  | 30 618(+0,07%)  | 1 891(+0,27%)   |
| 20-05-2020 | 20-05-2020 |  | 30 658(+0,13%)  | 1 892(+0,05%)   |
| 21-05-2020 | 21-05-2020 |  | 30 694(+0,12%)  | 1 898(+0,32%)   |
| 22-05-2020 | 22-05-2020 |  | 30 707(+0,04%)  | 1 903(+0,26%)   |
| 23-05-2020 | 23-05-2020 |  | 30 725(+0,06%)  | 1 905(+0,11%)   |
| 24-05-2020 | 24-05-2020 |  | 30 736(+0,04%)  | 1 906(+0,05%)   |
| 25-05-2020 | 25-05-2020 |  | 30 746(+0,03%)  | 1 913(+0,37%)   |
| 26-05-2020 | 26-05-2020 |  | 30 761(+0,05%)  | 1 915(+0,1%)    |
| 27-05-2020 | 27-05-2020 |  | 30 776(+0,05%)  | 1 917(+0,1%)    |
| 28-05-2020 | 28-05-2020 |  | 30 796(+0,06%)  | 1 919(+0,1%)    |
| 29-05-2020 | 29-05-2020 |  | 30 828(+0,1%)   | 1 919(=)        |
| 30-05-2020 | 30-05-2020 |  | 30 845(+0,06%)  | 1 919(=)        |
| 31-05-2020 | 31-05-2020 |  | 30 862(+0,06%)  | 1 920(+0,05%)   |
| 01-06-2020 | 01-06-2020 |  | 30 871(+0,03%)  | 1 920(=)        |
| 02-06-2020 | 02-06-2020 |  | 30 874(+0,01%)  | 1 920(=)        |
| 03-06-2020 | 03-06-2020 |  | 30 893(+0,06%)  | 1 921(+0,05%)   |
| 04-06-2020 | 04-06-2020 |  | 30 913(+0,06%)  | 1 921(=)        |
| 05-06-2020 | 05-06-2020 |  | 30 936(+0,07%)  | 1 921(=)        |
| 06-06-2020 | 06-06-2020 |  | 30 956(+0,06%)  | 1 921(=)        |
| 07-06-2020 | 07-06-2020 |  | 30 965(+0,03%)  | 1 921(=)        |
| 08-06-2020 | 08-06-2020 |  | 30 972(+0,02%)  | 1 923(+0,1%)    |
| 09-06-2020 | 09-06-2020 |  | 30 988(+0,05%)  | 1 934(+0,57%)   |
| 10-06-2020 | 10-06-2020 |  | 31 011(+0,07%)  | 1 936(+0,1%)    |
| 11-06-2020 | 11-06-2020 |  | 31 044(+0,11%)  | 1 937(+0,05%)   |
| 12-06-2020 | 12-06-2020 |  | 31 063(+0,06%)  | 1 938(+0,05%)   |
| 13-06-2020 | 13-06-2020 |  | 31 094(+0,1%)   | 1 938(=)        |
| 14-06-2020 | 14-06-2020 |  | 31 117(+0,07%)  | 1 938(=)        |
| 15-06-2020 | 15-06-2020 |  | 31 131(+0,04%)  | 1 939(+0,05%)   |
| 16-06-2020 | 16-06-2020 |  | 31 154(+0,07%)  | 1 954(+0,77%)   |
| 17-06-2020 | 17-06-2020 |  | 31 187(+0,11%)  | 1 956(+0,1%)    |
| 18-06-2020 | 18-06-2020 |  | 31 200(+0,04%)  | 1 956(=)        |
| 19-06-2020 | 19-06-2020 |  | 31 235(+0,11%)  | 1 956(=)        |
| 20-06-2020 | 20-06-2020 |  | 31 243(+0,03%)  | 1 956(=)        |
| 21-06-2020 | 21-06-2020 |  | 31 292(+0,16%)  | 1 956(=)        |
| 22-06-2020 | 22-06-2020 |  | 31 310(+0,06%)  | 1 956(=)        |
| 23-06-2020 | 23-06-2020 |  | 31 332(+0,07%)  | 1 956(=)        |
| 24-06-2020 | 24-06-2020 |  | 31 376(+0,14%)  | 1 958(+0,1%)    |
| 25-06-2020 | 25-06-2020 |  | 31 428(+0,17%)  | 1 958(=)        |
| 26-06-2020 | 26-06-2020 |  | 31 486(+0,18%)  | 1 958(=)        |
| 27-06-2020 | 27-06-2020 |  | 31 555(+0,22%)  | 1 962(+0,2%)    |
| 28-06-2020 | 28-06-2020 |  | 31 617(+0,2%)   | 1 962(=)        |
| 29-06-2020 | 29-06-2020 |  | 31 652(+0,11%)  | 1 962(=)        |
| 30-06-2020 | 30-06-2020 |  | 31 714(+0,2%)   | 1 963(+0,05%)   |
| 01-07-2020 | 01-07-2020 |  | 31 851(+0,43%)  | 1 958(−0,25%)   |
| 02-07-2020 | 02-07-2020 |  | 31 967(+0,36%)  | 1 965(+0,36%)   |
| 03-07-2020 | 03-07-2020 |  | 32 101(+0,42%)  | 1 965(=)        |
| 04-07-2020 | 04-07-2020 |  | 32 198(+0,3%)   | 1 965(=)        |
| 05-07-2020 | 05-07-2020 |  | 32 268(+0,22%)  | 1 965(=)        |
| 06-07-2020 | 06-07-2020 |  | 32 315(+0,15%)  | 1 965(=)        |
| 07-07-2020 | 07-07-2020 |  | 32 369(+0,17%)  | 1 966(+0,05%)   |
| 08-07-2020 | 08-07-2020 |  | 32 498(+0,4%)   | 1 966(=)        |
| 09-07-2020 | 09-07-2020 |  | 32 586(+0,27%)  | 1 966(=)        |
| 10-07-2020 | 10-07-2020 |  | 32 690(+0,32%)  | 1 966(=)        |
| 11-07-2020 | 11-07-2020 |  | 32 817(+0,39%)  | 1 968(+0,1%)    |
| 12-07-2020 | 12-07-2020 |  | 32 883(+0,2%)   | 1 968(=)        |
| 13-07-2020 | 13-07-2020 |  | 32 946(+0,19%)  | 1 968(=)        |
| 14-07-2020 | 14-07-2020 |  | 33 016(+0,21%)  | 1 968(=)        |
| 15-07-2020 | 15-07-2020 |  | 33 148(+0,4%)   | 1 968(=)        |
| 16-07-2020 | 16-07-2020 |  | 33 290(+0,43%)  | 1 969(+0,05%)   |
| 17-07-2020 | 17-07-2020 |  | 33 382(+0,28%)  | 1 969(=)        |
| 18-07-2020 | 18-07-2020 |  | 33 492(+0,33%)  | 1 969(=)        |
| 19-07-2020 | 19-07-2020 |  | 33 591(+0,3%)   | 1 969(=)        |
| 20-07-2020 | 20-07-2020 |  | 33 634(+0,13%)  | 1 971(+0,1%)    |
| 21-07-2020 | 21-07-2020 |  | 33 742(+0,32%)  | 1 972(+0,05%)   |
| 22-07-2020 | 22-07-2020 |  | 33 883(+0,42%)  | 1 972(=)        |
| 23-07-2020 | 23-07-2020 |  | 34 000(+0,35%)  | 1 975(+0,15%)   |
| 24-07-2020 | 24-07-2020 |  | 34 154(+0,45%)  | 1 977(+0,1%)    |
| 25-07-2020 | 25-07-2020 |  | 34 302(+0,43%)  | 1 977(=)        |
| 26-07-2020 | 26-07-2020 |  | 34 412(+0,32%)  | 1 977(=)        |
| 27-07-2020 | 27-07-2020 |  | 34 477(+0,19%)  | 1 701(−14%)     |
| 28-07-2020 | 28-07-2020 |  | 34 609(+0,38%)  | 1 703(+0,12%)   |
| 29-07-2020 | 29-07-2020 |  | 34 802(+0,56%)  | 1 703(=)        |
| 30-07-2020 | 30-07-2020 |  | 35 022(+0,63%)  | 1 704(+0,06%)   |
| 31-07-2020 | 31-07-2020 |  | 35 232(+0,6%)   | 1 705(+0,06%)   |
| 01-08-2020 | 01-08-2020 |  | 35 412(+0,51%)  | 1 707(+0,12%)   |
| 02-08-2020 | 02-08-2020 |  | 35 550(+0,39%)  | 1 707(=)        |
| 03-08-2020 | 03-08-2020 |  | 35 616(+0,19%)  | 1 707(=)        |
| 04-08-2020 | 04-08-2020 |  | 35 746(+0,37%)  | 1 706(−0,06%)   |
| 05-08-2020 | 05-08-2020 |  | 35 927(+0,51%)  | 1 706(=)        |
| 06-08-2020 | 06-08-2020 |  | 36 108(+0,5%)   | 1 709(+0,18%)   |
| 07-08-2020 | 07-08-2020 |  | 36 269(+0,45%)  | 1 712(+0,18%)   |
| 08-08-2020 | 08-08-2020 |  | 36 451(+0,5%)   | 1 712(=)        |
| 09-08-2020 | 09-08-2020 |  | 36 603(+0,42%)  | 1 712(=)        |
| 10-08-2020 | 10-08-2020 |  | 36 708(+0,29%)  | 1 712(=)        |
| 11-08-2020 | 11-08-2020 |  | 36 895(+0,51%)  | 1 713(+0,06%)   |
| 12-08-2020 | 12-08-2020 |  | 37 169(+0,74%)  | 1 714(+0,06%)   |
| 13-08-2020 | 13-08-2020 |  | 37 403(+0,63%)  | 1 715(+0,06%)   |
| 14-08-2020 | 14-08-2020 |  | 37 671(+0,72%)  | 1 716(+0,06%)   |
| 15-08-2020 | 15-08-2020 |  | 37 924(+0,67%)  | 1 715(−0,06%)   |
| 16-08-2020 | 16-08-2020 |  | 38 124(+0,53%)  | 1 716(+0,06%)   |
| 17-08-2020 | 17-08-2020 |  | 38 252(+0,34%)  | 1 716(=)        |
| 18-08-2020 | 18-08-2020 |  | 38 449(+0,52%)  | 1 717(+0,06%)   |
| 19-08-2020 | 19-08-2020 |  | 38 760(+0,81%)  | 1 719(+0,12%)   |
| 20-08-2020 | 20-08-2020 |  | 39 026(+0,69%)  | 1 719(=)        |
| 21-08-2020 | 21-08-2020 |  | 39 332(+0,78%)  | 1 719(=)        |
| 22-08-2020 | 22-08-2020 |  | 39 627(+0,75%)  | 1 720(+0,06%)   |
| 23-08-2020 | 23-08-2020 |  | 39 903(+0,7%)   | 1 720(=)        |
| 24-08-2020 | 24-08-2020 |  | 40 060(+0,39%)  | 1 721(+0,06%)   |
| 25-08-2020 | 25-08-2020 |  | 40 262(+0,5%)   | 1 723(+0,12%)   |
| 26-08-2020 | 26-08-2020 |  | 40 645(+0,95%)  | 1 723(=)        |
| 27-08-2020 | 27-08-2020 |  | 41 006(+0,89%)  | 1 724(+0,06%)   |
| 28-08-2020 | 28-08-2020 |  | 41 346(+0,83%)  | 1 725(+0,06%)   |
| ⋮ | ⋮          |  | 41 346(=)       | 1 725(=)        |
| 09-09-2020 | 09-09-2020 |  | 45 306(+9,6%)   | 1 735(+0,58%)   |
| ⋮ | ⋮          |  | 45 306(=)       | 1 735(=)        |
| 16-09-2020 | 16-09-2020 |  | 48 265(+6,5%)   | 1 755(+1,2%)    |
| ⋮ | ⋮          |  | 48 265(=)       | 1 755(=)        |
| 23-09-2020 | 23-09-2020 |  | 51 101(+5,9%)   | 1 773(+1%)      |
| ⋮ | ⋮          |  | 51 101(=)       | 1 773(=)        |
| 30-09-2020 | 30-09-2020 |  | 53 282(+4,3%)   | 1 783(+0,56%)   |
| 01-10-2020 |            |  |                 |                 |
| 02-10-2020 | 02-10-2020 |  | 54 384(N.D.)    | 1 784(N.D.)     |
| ⋮ | ⋮          |  | 54 384(=)       | 1 784(=)        |
| 09-10-2020 | 09-10-2020 |  | 60 368(+11%)    | 1 794(+0,56%)   |
| ⋮ | ⋮          |  | 60 368(=)       | 1 794(=)        |
| 16-10-2020 | 16-10-2020 |  | 74 422(+23%)    | 1 823(+1,6%)    |
| ⋮ | ⋮          |  | 74 422(=)       | 1 823(=)        |
| 19-10-2020 | 19-10-2020 |  | 83 159(+12%)    | 1 837(+0,77%)   |
| 20-10-2020 | 20-10-2020 |  | 86 167(+3,6%)   | 1 845(+0,44%)   |
| 21-10-2020 | 21-10-2020 |  | 91 763(+6,5%)   | 1 856(+0,6%)    |
| 22-10-2020 | 22-10-2020 |  | 97 019(+5,7%)   | 1 867(+0,59%)   |
| 23-10-2020 | 23-10-2020 |  | 103 653(+6,8%)  | 1 877(+0,54%)   |
| ⋮ | ⋮          |  | 103 653(=)      | 1 877(=)        |
| 26-10-2020 | 26-10-2020 |  | 121 093(+17%)   | 1 914(+2%)      |
| 27-10-2020 | 27-10-2020 |  | 127 042(+4,9%)  | 1 930(+0,84%)   |
| 28-10-2020 | 28-10-2020 |  | 135 658(+6,8%)  | 2 167(+12%)     |
| 29-10-2020 | 29-10-2020 |  | 145 044(+6,9%)  | 2 200(+1,5%)    |
| 30-10-2020 | 30-10-2020 |  | 154 251(+6,3%)  | 2 232(+1,5%)    |
| ⋮ | ⋮          |  | 154 251(=)      | 2 232(=)        |
| 02-11-2020 | 02-11-2020 |  | 176 177(+14%)   | 2 130(−4,6%)    |
| 03-11-2020 | 03-11-2020 |  | 182 303(+3,5%)  | 2 201(+3,3%)    |
| 04-11-2020 | 04-11-2020 |  | 192 376(+5,5%)  | 2 275(+3,4%)    |
| 05-11-2020 | 05-11-2020 |  | 202 504(+5,3%)  | 2 337(+2,7%)    |
| 06-11-2020 | 06-11-2020 |  | 211 913(+4,6%)  | 2 407(+3%)      |
| ⋮ | ⋮          |  | 211 913(=)      | 2 407(=)        |
| 09-11-2020 | 09-11-2020 |  | 229 222(+8,2%)  | 2 576(+7%)      |
| 10-11-2020 | 10-11-2020 |  | 235 202(+2,6%)  | 2 683(+4,2%)    |
| 11-11-2020 | 11-11-2020 |  | 243 472(+3,5%)  | 2 769(+3,2%)    |
| 12-11-2020 | 12-11-2020 |  | 250 396(+2,8%)  | 2 863(+3,4%)    |
| 13-11-2020 | 13-11-2020 |  | 257 135(+2,7%)  | 2 960(+3,4%)    |
| ⋮ | ⋮          |  | 257 135(=)      | 2 960(=)        |
| 16-11-2020 | 16-11-2020 |  | 269 974(+5%)    | 3 158(+6,7%)    |
| 17-11-2020 | 17-11-2020 |  | 274 534(+1,7%)  | 3 300(+4,5%)    |
| 18-11-2020 | 18-11-2020 |  | 280 648(+2,2%)  | 3 385(+2,6%)    |
| 19-11-2020 | 19-11-2020 |  | 285 655(+1,8%)  | 3 464(+2,3%)    |
| 20-11-2020 | 20-11-2020 |  | 290 601(+1,7%)  | 3 575(+3,2%)    |
| ⋮ | ⋮          |  | 290 601(=)      | 3 575(=)        |
| 23-11-2020 | 23-11-2020 |  | 300 352(+3,4%)  | 3 788(+6%)      |
| 24-11-2020 | 24-11-2020 |  | 304 593(+1,4%)  | 3 930(+3,7%)    |
| 25-11-2020 | 25-11-2020 |  | 309 469(+1,6%)  | 4 030(+2,5%)    |
| 26-11-2020 | 26-11-2020 |  | 313 978(+1,5%)  | 4 109(+2%)      |
| 27-11-2020 | 27-11-2020 |  | 318 290(+1,4%)  | 4 250(+3,4%)    |
| ⋮ | ⋮          |  | 318 290(=)      | 4 250(=)        |
| 30-11-2020 | 30-11-2020 |  | 327 072(+2,8%)  | 4 445(+4,6%)    |
| 01-12-2020 | 01-12-2020 |  | 330 874(+1,2%)  | 4 552(+2,4%)    |
| 02-12-2020 | 02-12-2020 |  | 335 660(+1,4%)  | 4 667(+2,5%)    |
| 03-12-2020 | 03-12-2020 |  | 340 115(+1,3%)  | 4 747(+1,7%)    |
| 04-12-2020 | 04-12-2020 |  | 344 497(+1,3%)  | 4 848(+2,1%)    |
| ⋮ | ⋮          |  | 344 497(=)      | 4 848(=)        |
| 07-12-2020 | 07-12-2020 |  | 354 306(+2,8%)  | 5 024(+3,6%)    |
| 08-12-2020 | 08-12-2020 |  | 358 568(+1,2%)  | 5 116(+1,8%)    |
| 09-12-2020 | 09-12-2020 |  | 363 654(+1,4%)  | 5 203(+1,7%)    |
| 10-12-2020 | 10-12-2020 |  | 368 695(+1,4%)  | 5 290(+1,7%)    |
| 11-12-2020 | 11-12-2020 |  | 373 831(+1,4%)  | 5 396(+2%)      |
| ⋮ | ⋮          |  | 373 831(=)      | 5 396(=)        |
| 14-12-2020 | 14-12-2020 |  | 384 557(+2,9%)  | 5 589(+3,6%)    |
| 15-12-2020 | 15-12-2020 |  | 388 828(+1,1%)  | 5 692(+1,8%)    |
| 16-12-2020 | 16-12-2020 |  | 394 453(+1,4%)  | 5 781(+1,6%)    |
| 17-12-2020 | 17-12-2020 |  | 399 511(+1,3%)  | 5 883(+1,8%)    |
| 18-12-2020 | 18-12-2020 |  | 403 989(+1,1%)  | 6 003(+2%)      |
| ⋮ | ⋮          |  | 403 989(=)      | 6 003(=)        |
| 21-12-2020 | 21-12-2020 |  | 413 991(+2,5%)  | 6 204(+3,3%)    |
| ⋮ | ⋮          |  | 413 991(=)      | 6 204(=)        |
| 24-12-2020 | 24-12-2020 |  | 428 197(+3,4%)  | 6 534(+5,3%)    |
| ⋮ | ⋮          |  | 428 197(=)      | 6 534(=)        |
| 28-12-2020 | 28-12-2020 |  | 438 284(+2,4%)  | 6 778(+3,7%)    |
| 29-12-2020 | 29-12-2020 |  | 438 284(=)      | 6 778(=)        |
| 30-12-2020 | 30-12-2020 |  | 447 905(+2,2%)  | 7 005(+3,3%)    |
| 31-12-2020 | 31-12-2020 |  | 452 296(+0,98%) | 7 082(+1,1%)    |
| Fonti: - Federal Office of Public Health FOPH - Grafico storico covid-19-schweiz.bagapps.ch - Switzerland Coronavirus Cases Worldometers.info |            |  |                 |                 |

Evoluzione della pandemia in Svizzera su scala logaritmica:     casi     decessi
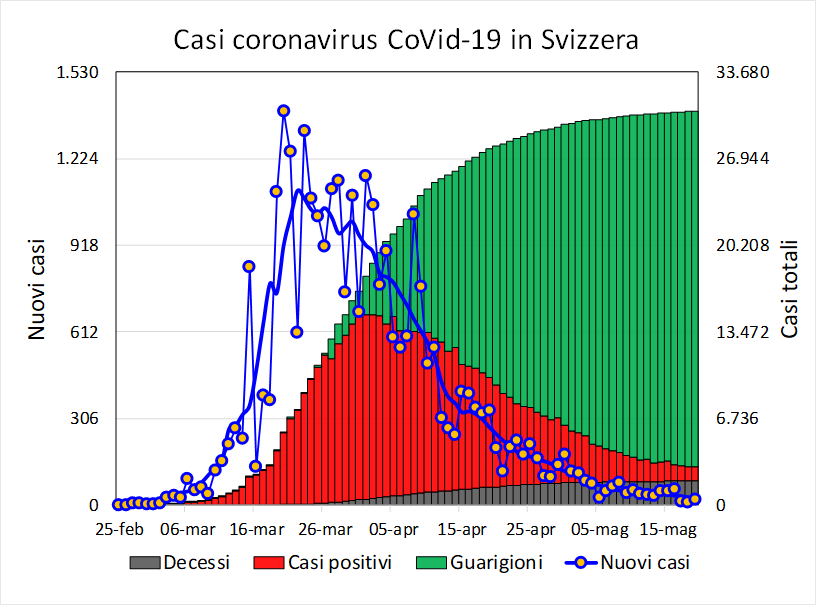
Evoluzione dei casi di COVID-19 in Svizzera

## Diffusione della pandemia

### Cantone Ticino
Il 27 gennaio 2020 il Dipartimento della sanità e della socialità, in un comunicato stampa, indicava la situazione internazionale, specificando che a livello cantonale "si è tenuta una riunione tra specialisti al fine di discutere e concordare le azioni da intraprendere per identificare e prendere in carico eventuali casi sospetti". Al contempo si richiedeva a "chi si fosse recato negli ultimi 14 giorni nella Regione a rischio (la Cina), e che presentassero sintomi respiratori e/o febbre erano invitati a evitare di presentarsi spontaneamente nelle strutture sanitarie, ma di rivolgersi esclusivamente per telefono al proprio medico di famiglia, segnalando i sintomi e il contatto con la Cina".
L'8 febbraio 2020 il Dipartimento della sanità e della socialità, in un comunicato stampa, ha indicato che "le analisi su un paziente che il 7 febbraio presentava potenziali sintomi di Coronavirus sono risultate negative. L’uomo, dopo essere stato preventivamente posto in isolamento alla Clinica Luganese di Moncucco, ha quindi potuto far rientro al proprio domicilio nella giornata di sabato. Questo ulteriore caso sospetto ha permesso nuovamente di testare la procedura istituita a livello cantonale, che ha dato prova di efficacia". Al contempo si segnalava che "a livello nazionale si stanno trattando circa 200 casi sospetti, e si confermava che in Svizzera nessuno è risultato positivo al virus".
Il 23 febbraio 2020 il Dipartimento della sanità e della socialità, in un comunicato stampa, comunicava che "dalle informazioni assunte finora, in Italia sembrano esserci stati contagi senza un chiaro legame epidemiologico fra loro. In rispetto del principio di prudenza le modalità di presa a carico sanitaria in Ticino sono pertanto state subito rinforzate, sia nella gestione dei casi negli ospedali che dal punto di vista dei criteri clinici con cui vengono individuati i casi sospetti".
Il 24 febbraio 2020 il Dipartimento della sanità e della socialità ha organizzato un infopoint per dare un aggiornamento sulla situazione nel Canton Ticino, relatori Christian Vitta, Presidente del Consiglio di Stato, Raffaele De Rosa, Consigliere di Stato e direttore del DSS, e Giorgio Merlani, Medico cantonale.
Il 25 febbraio 2020 il Dipartimento della sanità e della socialità ha organizzato un infopoint per dare un aggiornamento sulla situazione dopo il primo caso confermato nel Canton Ticino, relatori Giorgio Merlani, Medico cantonale, Raffaele De Rosa, Consigliere di Stato e direttore del DSS, e Paolo Bianchi, Direttore della Divisione della salute pubblica.
Il 26 febbraio 2020 il Dipartimento della sanità e della socialità, in un comunicato stampa, informava l'attivazione di una hotline ticinese per avere ragguagli e indicazioni puntuali.
Il Consiglio di Stato, in una conferenza stampa, aggiornava la popolazione e i rappresentanti dei mezzi di informazione sulla situazione attuale in Ticino relativa al Coronavirus, relatori Christian Vitta, Presidente del Consiglio di Stato, Raffaele De Rosa, Direttore del Dipartimento della sanità e della socialità (DSS), Paolo Bianchi, Direttore della Divisione della salute pubblica del DSS, e Giorgio Merlani, Medico cantonale del Cantone Ticino. In particolare sono spiegati i provvedimenti decisi con Risoluzione governativa n. 1033 del 26 febbraio 2020, ossia:
- Divieto di tenere manifestazioni legate al carnevale, che sono programmate per il periodo dal 27 febbraio al 1. marzo 2020.
- Divieto di svolgere la partita Ambri-Davos programmata venerdì 28 febbraio 2020 e la partita Lugano-Ambrì programmata sabato 29 febbraio 2020. Le partite possono avere luogo a porte chiuse secondo le direttive della Swiss Ice Hockey Federation.
- È ordinato a tutti gli ordini di scuola cantonali la sospensione delle visite, gite o uscite di qualsiasi genere all'estero. La sospensione ha validità nel periodo dal 1. marzo al 31 marzo 2020.

Il 27 febbraio 2020 il Dipartimento della sanità e della socialità ha organizzato un infopoint per dare un aggiornamento sulla situazione nel Canton Ticino, relatori Raffaele De Rosa, Direttore del Dipartimento della sanità e della socialità (DSS), e Giorgio Merlani, Medico cantonale del Cantone Ticino.
Dopo l'infopoint, sempre il Dipartimento della sanità e della socialità, in un comunicato stampa, comunicava che la hotline, in circa 8 ore, aveva raggiunto le 300 telefonate. Inoltre "da oggi sono attivi all’entrata dei cinque ospedali dell’EOC le tendine di accoglienza in collaborazione con i militi della Protezione civile per informare e orientare le persone che si presentano al Pronto soccorso. Una ulteriore struttura analoga sarà allestita da lunedì anche all’esterno della Clinica Moncucco. Si conferma inoltre che da domani sarà possibile effettuare direttamente in Ticino i test di laboratorio sui possibili contagi. Ciò permetterà di migliorare ulteriormente e velocizzare le procedure di monitoraggio".
Il 28 febbraio 2020 il Consiglio di Stato, in un comunicato stampa, comunicava che "in data odierna il Consiglio federale ha come noto definito «particolare» la situazione attuale in Svizzera. Il Governo federale ha di conseguenza vietato da subito – e fino almeno al 15 marzo – tutte le manifestazioni, pubbliche o private, in cui siano presenti oltre 1000 persone contemporaneamente". A tal fine ha emanato le seguenti raccomandazioni supplementari (Risoluzione governativa n. 1048 del 28 febbraio 2020):
- Manifestazioni legate al carnevale: sono vietate.
- Manifestazioni con un’affluenza di almeno 1000 persone: sono vietate.
- Manifestazioni con un’affluenza prevista inferiore alle 1000 persone senza partecipazione internazionale: non sono soggette all’obbligo di notifica; gli organizzatori sono tenuti a rispettare le regole d’igiene.
- Manifestazioni con un’affluenza inferiore a 1000 persone con partecipazione internazionale: le manifestazioni pubbliche o private con un’affluenza inferiore a 1000 persone con partecipazione internazionale, sono soggette all’obbligo di notifica via email all’indirizzo eventi-covid(at)polca.ti.ch.
- Riapertura delle scuole: lunedì 2 marzo 2020 le scuole riapriranno regolarmente.
- Richieste di ricorrere allo strumento del lavoro ridotto: il Governo ricorda inoltre alle aziende che già oggi è possibile, a determinate condizioni, ricorrere allo strumento del lavoro ridotto, che mira a far fronte a improvvisi cali di attività mantenendo i posti di lavoro.

Il 2 marzo 2020 il Dipartimento della sanità e della socialità, in un comunicato stampa, informava che "le analisi hanno confermato un secondo caso di Covid-19 in Ticino. Come da protocollo, il paziente è stato posto in isolamento ed è iniziata la verifica dei suoi contatti stretti".
Il 3 marzo 2020 il Dipartimento della sanità e della socialità, in un comunicato stampa, informava che "le analisi hanno confermato altri due casi di Covid-19 in Ticino. […] Il primo, per cui si ha avuto esito positivo ieri in serata, è un contatto stretto del secondo paziente di cui si è dato notizia ieri. Si tratta di una donna in buone condizioni di salute contattata, secondo il protocollo, a seguito dell’indagine ambientale immediatamente attivata sul secondo caso confermato. La donna era stata subito posta in quarantena. Il secondo caso, il cui esame è stato effettuato in mattinata, è invece da ricondurre a una donna residente nel Luganese che recentemente ha soggiornato nel Nord Italia. Come previsto, per entrambi i casi è in corso la ricostruzione dei contatti stretti dei pazienti per determinare eventuali misure di quarantena". In un successivo comunicato stampa si specificava che "in Ticino, allo stato attuale, si registrano 6 casi di pazienti risultati positivi al Coronavirus. La maggior parte di questi sono collegati tra loro nell'ambito di stretti contatti famigliari".
Il 4 marzo 2020 il Dipartimento della sanità e della socialità, in un comunicato stampa, segnalava "un caso positivo in un istituto scolastico postobbligatorio ticinese. […] Trattandosi di uno studente, i compagni di classe e alcuni docenti che hanno avuto i contatti più stretti con il ragazzo resteranno a domicilio per due settimane in quarantena. Gli altri allievi e docenti dell’istituto – una scuola professionale - potranno proseguire normalmente le loro attività".
Per contro il Consiglio di Stato, in una conferenza stampa, aggiornava la popolazione su questioni di natura organizzativa, sanitaria e più in generale sull’evoluzione ad oggi della situazione legata al nuovo Coronavirus (COVID-19) in Ticino, relatori Christian Vitta, Presidente del Consiglio di Stato, Manuele Bertoli, Direttore del Dipartimento dell’educazione, della cultura e dello sport, Giorgio Merlani, Medico Cantonale, e Matteo Cocchi, Comandante della Polizia cantonale.
Il 5 marzo 2020 lo Stato Maggiore Cantonale di Condotta, in un comunicato stampa, comunicava che"il Servizio di microbiologia del Dipartimento di medicina di laboratorio dell’Ente ospedaliero cantonale (EOLAB) di Bellinzona ha individuato fra i casi positivi di Covid-19 in Ticino tre professionisti della salute attivi in strutture sanitarie. Due di questi casi sono riconducibili a un contatto con l’Italia. Il terzo è stato contagiato nell’esercizio della sua professione. […] Allo stato attuale in Ticino si registrano 18 casi di persone risultate positive al Coronavirus".
Il 6 marzo 2020 lo Stato Maggiore Cantonale di Condotta, in un comunicato stampa, comunicava che"il Servizio di microbiologia del Dipartimento di medicina di laboratorio dell’Ente ospedaliero cantonale (EOLAB) di Bellinzona ha individuato tra i casi positivi di Covid-19 in Ticino due persone ospiti di una casa per anziani del Mendrisiotto".
Lo stesso giorno, sempre lo Stato Maggiore Cantonale di Condotta, in un comunicato stampa, comunicava che"il Consiglio di Stato ha deciso l’introduzione di alcune nuove misure di prevenzione per limitare la diffusione del coronavirus. Il Medico cantonale ha inoltre emanato delle limitazioni sulle visite ai pazienti e agli ospiti delle strutture socio-sanitarie" (Risoluzione governativa n. 1257 del 6 marzo 2020). In particolare a partire da sabato 7 marzo 2020, e fino al 15 di marzo 2020, non sono più consentite manifestazioni pubbliche e private con più di 150 persone (compresi i partecipanti e il personale correlato all’organizzazione). Inoltre le visite ai pazienti e agli ospiti di ogni tipo di struttura sanitaria e socio-sanitaria sono limitate nella seguente maniera:
- Divieto di accesso a chiunque presenti febbre o tosse o raffreddore.
- Divieto d’accesso ai minori di 16 anni.
- Orario di visita limitato a due ore al giorno (quattro ore per gli istituti per invalidi, cliniche psichiatriche, cliniche di riabilitazione).
- Visite consentite esclusivamente nelle camere dei pazienti. Durata di visita limitata a trenta minuti per singolo paziente (un’ora per gli istituti per invalidi, cliniche psichiatriche, cliniche di riabilitazione). Al massimo contemporaneamente due persone esterne per visita e per paziente e nelle camere doppie ammessi solo due visitatori alla volta.
- Divieto di sosta negli spazi comuni, prima e dopo le visite.
- Stato di salute dei visitatori e dettagli delle visite (orario entrata e uscita) registrati dalla Direzione sanitaria.

Il 6 marzo 2020 il Consiglio di Stato e lo Stato Maggiore Cantonale di Condotta, in una conferenza stampa, aggiornava la popolazione sulla situazione legata ai nuovi contagi di Coronavirus (COVID-19) in Ticino.
Il 7 marzo 2020 lo Stato Maggiore Cantonale di Condotta, in un comunicato stampa, comunicava che "attualmente in Ticino si registrano 45 persone positive al test del Coronavirus".
L'8 marzo 2020 lo Stato Maggiore Cantonale di Condotta, in un comunicato stampa, comunicava che "attualmente in Ticino si registrano 58 persone positive al test del Coronavirus. L’aumento dei casi non incide al momento sul numero di persone ricoverate nei reparti di cure intense, che rimane stabile e limitato".
Lo stesso giorno il Consiglio di Stato e lo Stato Maggiore Cantonale di Condotta, in una conferenza stampa, aggiornava la popolazione e i media su questioni di natura organizzativa e sanitaria legata al nuovo Coronavirus (COVID-19) in Ticino.

### Gestione delle frontiere
Il 16 marzo 2020 il governo federale ha schierato 8.000 unità dell'esercito a presidio dei confini con la Germania, la Francia e l’Austria, precedute dall'Italia,determinando il blocco degli ingressi ad eccezione dei frontalieri, delle merci e dei transiti. Inoltre, sono stati chiusi i valichi di Arogno, Brusino Arsizio, Pizzamiglio, Camedo e Fornasette.
Si tratta del più massiccio spiegamento di forze a partire dalla seconda guerra mondiale
, con un unico precedente nel 2016 in funzione antimigratoria.

### Sostegno economico dalla confederazione
Il 25 marzo 2020 il Consiglio federale ha deciso di concedere fideiussioni solidali per crediti transitori al fine di arginare le conseguenze economiche legate alla pandemia. A queste misure si aggiungono quelle nell'ambito del lavoro ridotto e dell'indennità di perdita di guadagno per la copertura dei costi salariali.
In occasione della sua seduta del 3 aprile 2020 il Consiglio federale ha deciso di incrementare il programma di fideiussione per i crediti transitori, ma, a causa della forte domanda, l'esecutivo sottoporrà al Parlamento un aumento dell'attuale credito d'impegno da 20 miliardi a 40 miliardi di franchi complessivi.

## Statistiche
| età        | casi confermati | morti | tasso di mortalità |
| ---------- | --------------- | ----- | ------------------ |
| 0–9 anni   | 151             | 0     | 0 %                |
| 10–19 anni | 845             | 0     | 0 %                |
| 20–29 anni | 3789            | 0     | 0 %                |
| 30–39 anni | 4089            | 5     | 0.12 %             |
| 40–49 anni | 4756            | 4     | 0.08 %             |
| 50–59 anni | 6161            | 34    | 0.55 %             |
| 60–69 anni | 3630            | 114   | 3.14 %             |
| 70–79 anni | 2867            | 320   | 11.16 %            |
| ≥ 80 anni  | 4037            | 1084  | 26.85 %            |

Stato al 12 maggio 2020